# Cerkiew św. Jerzego w Starom Nagoričanem
Cerkiew św. Jerzego w Starom Nagoričanem – prawosławna cerkiew we wsi Staro Nagoriczane, należąca do Macedońskiego Kościoła Prawosławnego.
Cerkiew pierwotnie stanowiła część kompleksu klasztornego. W jej dolnych partiach zachowały się fragmenty pochodzące z XI w. Wyższe zostały wzniesione w r. 1313 i odnowione w XVII stuleciu. Jest to cerkiew w typie krzyżowo-kopułowym, utrzymana jest w stylu bizantyjsko-bałkańskim typowym dla macedońskiej architektury sakralnej swojej epoki. W jej architekturze widoczne są wpływy serbskie. We wnętrzu obiektu znajdują się freski wykonane ok. 1317, stanowiące przykład stylu typowego dla XIV-wiecznej sztuki bałkańskiej: o przewadze tendencji narracyjnej i ilustratorskiej, mniej monumentalnego niż w poprzednich wiekach
Fundatorem rozbudowy obiektu w XIV w. oraz opisywanych fresków był Stefan Urosz II Milutin.